# Ейтінгон Наум Ісаакович
Наум Ісаакович Ейтінгон (6 грудня 1899, Шклов, Могильовська губернія, Російська імперія — 1981) — генерал-майор НКВС. У 1930-ті займався організацією терористичних актів за кордоном.
Один з головних організаторів убивства Л.Д.Троцького у Мексиці (1940).
Брав участь у громадянській війні в Іспанії під ім'ям «генерал Котов».
У післявоєнні роки очолював операції з придушення національно-визвольного руху в Литві і Західній Білорусі.
У жовтні 1951 арештований у справі про сіоніську змову в МГБ у рамках розгорнутої боротьби з космополітизмом.
Після смерті Йосипа Сталіна звільнений за клопотанням Павла Судоплатова і призначений у систему МВС СРСР.
У серпні 1953 знов арештований у справі Лаврентія Берії і засуджений до 12 років ув'язнення.
У 1964 звільнений і працював старшим редактором у видавництві «Міжнародні відносини».
Реабілітований посмертно в 1992.

## Нагороди
Нагороджений двома орденами Леніна, двома орденами Червоного Прапора, орденами Суворова II ступеня і Вітчизняної війни I ступеня, двома орденами Червоної Зірки.

## Книги про нього
- Шарапов Э.П. Наум Эйтингон - карающий меч Сталина. С-Пб., "Нева", 2003 Серия: ЛЮДИ ОСОБОГО НАЗНАЧЕНИЯ ISBN 5-7654-3121-6